# Аманье IV д’Альбре
Аманье IV (фр. Amanieu IV, лат. (Amaneus de Lebret; ум. ок. 1187/1191) — сеньор д’Альбре, вероятно, сын Бернара Эзи II д’Альбре.

## Биография

### Правление
По реконструкции Ж. де Жургена, Аманье IV был сыном Бернар Эзи II д’Альбре. Достоверно известно, что матерью Аманье IV была неизвестная по имени дочь виконта Беарна Гастона IV и Талезы Арагонской. 
О правлении Аманье известно не очень много. Его подпись стоит на нескольких хартиях. Впервые он упоминается как сеньор д’Альбре в 1155 году в хартии о пожертвовании монастырю Гран-Сов. В 1164 году он пожертвовал земли аббатству Форт-Гильем. В 1174 году Аманье был свидетелем в хартии, которую граф Пуатье Ричард Львиное Сердце подтвердил дарения, сделанные его предшественниками церкви Сен-Круа в Бордо.
Последний раз имя Аманье упоминается в хартии, датированной 1187 годом, где он подтвердил дарение монастырю Гран-Сов. Однако не исключено, что здесь стоит имя его сына Аманье V.
Завещание Аманье IV было датировано 2 августа 1209 года. Однако эта дата не противоречит дате второго брака жены Аманье IV, Альмодис Ангулемской, которую, согласно хартии монастыря Сен-Аман-де-Буа, относят к 1186/1191 году. Журген пытался решить данное противоречие, посчитав, что это завещание относится к Аманье V.

### Брак и дети
Жена: Альмодис Ангулемская (ок. 1151/1152 — ?), дочь графа Ангулема Гильома VI и Маргариты де Тюренн. В источниках дети от этого брака не упоминаются, однако согласно исследованиям Жургена от этого брака был как минимум один сын:
- Аманье V (ок. 1165/1170 — после 2 августа 1209), сеньор д’Альбре

После смерти Аманье IV Альмодис Ангулемская вышла замуж вторично, её мужем около 1186/1191 года стал Бернар III (ум. после марта 1193), виконт де Бросс.